# Bernard II (książę Lüneburga)
Bernard II (ur. w 1432 r., zm. 9 lutego 1464 r.) – biskup Hildesheim w latach 1452–1458, książę Lüneburga od 1457 r. z dynastii Welfów.

## Życiorys
Bernard był starszym spośród dwóch synów księcia Lüneburga Fryderyka Pobożnego oraz Magdaleny, córki margrabiego brandenburskiego Fryderyka I. W 1452 roku został biskupem Hildesheim. Jednak nad powołaniem do stanu duchownego przeważał w nim duch rycerski, i w 1458 roku zrezygnował ze stanowiska biskupiego. Przejął jednocześnie władzę w księstwie Lüneburga po tym, jak jego ojciec abdykował i usunął się do klasztoru. W 1463 r. ożenił się z Matyldą, córką hrabiego Schauenburga Ottona II. Nie doczekał się potomstwa, rok później zmarł, a jego następcą został młodszy brat Otto II (początkowo pod opieką ojca).